# Антунгила (бухта)
Антунги́ла (Антонжиль) — бухта Индийского океана на северо-востоке Мадагаскара. Крупнейшая бухта Мадагаскара. Площадь — 2800 км². Протяжённость береговой линии — 270 км². На северо-востоке ограничена полуостровом Масуала. Наибольшие глубины в бухте приходятся на центральную и южную части, около берегов глубина варьируется в пределах 1—10 м. Крупнейший остров — Нуси-Мангабе, располагается около северного берега бухты напротив порта Маруанцетра.
В бухту впадает множество рек, в том числе: Мананара, Фахамбахи, Фананехана, Рантабе, Вулуина, Антанамбалана, Андрануфици, Махалевуна, Амбанизана.
Обитает более 140 видов рыб.